# USS Ommaney Bay (CVE-79)
L’USS Ommaney Bay (CVE–79) était un porte-avions d'escorte de classe Casablanca en service dans l'US Navy durant la Seconde Guerre mondiale.
Initialement désigné MC hull 1116, sa quille est posée en vertu du contrat de la United States Maritime Commission le 6 octobre 1943 par Kaiser Shipyards à Vancouver dans l'état de Washington. Il est lancé le 29 décembre 1943 parrainé par Mme P. K. Robottom et commissionné le 11 février 1944 avec le capitaine Howard L. Young au commandement.

## Conception
L'Ommaney Bay mesure 156,13 m de long (longueur hors-tout) ; sa largeur au maître-bau est de 19,86 m et la largeur maximale du pont d'envol de 32,94 m; son tirant d'eau est de 6,86 m. Son déplacement est de 7 800 t (9 750 t à pleine charge). Ses machines dégagent une puissance de 9 000 ch et alimentent deux hélices qui peuvent porter la vitesse du navire à 19,3 nœuds (35,7 km/h). Le navire emporte 27 aéronefs et sa défense est assurée par un canon de 5 pouces/38 calibres, seize canons de Bofors 40 mm et vingt canons de 20 mm Oerlikon. Son équipage est composé de 860 hommes (hors escadron aéronaval).

## Historique
Après sa mise en service et son aménagement à Astoria, en Oregon, et à Puget Sound, l'Ommaney Bay quitte Oakland le 19 mars 1944 avec des passagers, une cargaison de matériel et d'avions pour Brisbane, en Australie. Après avoir terminé sa mission en atteignant San Diego le 27 avril, le porte-avions effectue une série d'exercices, d'essais, d’atterrissages et de certifications qui dureront dix jours. Après quelques modifications et des réparations mineures, le navire fait route vers Pearl Harbor le 10 juin. Il forme ensuite des groupes aériens et des escadrons jusqu'au 12 août, appelés «baby flattops», puis il part vers Tulagi en préparation de l'invasion des îles Palaos. À partir du 11 septembre jusqu'à début d'octobre, l'Ommaney Bay opère au large des îles Peleliu et Anguar où il fournit une couverture aérienne pour la flotte et des attaques de soutien pour les forces terrestres.
L'Ommaney Bay navigue ensuite vers l'île de Manus pour renouveler son stock d'essence et de munitions puis rejoint le Taffy 2 du contre-amiral Felix Stump (en) (TU 77.4.2) pour l'invasion de Leyte. Au début de la bataille de Samar le 25 octobre, les porte-avions d'escorte lancent des frappes aériennes massives pour paralyser un maximum de forces ennemies qui se rapprochent rapidement. Dans la bataille aéronavale qui suivit, l'Ommaney Bay a contribué au naufrage d'un croiseur japonais et a endommagé un certain nombre de navires de guerre. Ce jour, il tira six frappes qui contribuèrent notamment à la victoire.
Le porte-avions passe le mois de novembre à Manus et à Kossol Roads pour se réapprovisionner. Du 12 au 17 décembre 1944, il opère dans les mers de Bohol et Sulu, soutenant les opérations sur l'île de Mindoro. Le 15 décembre, il subit de lourdes attaques aériennes, où il abat un kamikaze qui s’apprêtait à s'écraser sur le navire. Le 19 décembre, il retourne à Kossol Roads pour se préparer aux débarquements dans le golfe de Lingayen.

## Naufrage

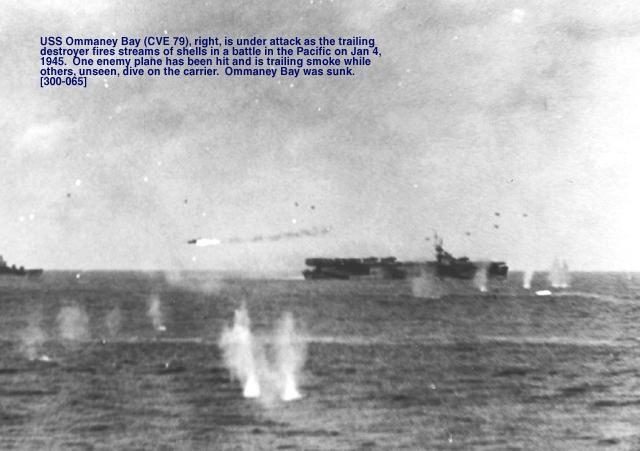
LOmmaney Bay attaqué par un kamikaze le 4 janvier 1945.

L'Ommaney Bay quitte Kossol Roads le 1er janvier 1945 et traverse le détroit de Surigao deux jours plus tard. L'après-midi suivant, alors qu'il naviguait en mer de Sulu, un avion japonais Yokosuka P1Y Ginga qui n'avait pas été détecté tourne autour du bâtiment. L'appareil largue deux bombes et s'écrase dans la plate-forme de pilotage vers l'avant à tribord. La première bombe pénètre dans la plate-forme de vol et détone à l'intérieur, déclenchant une série d'explosions provoquées par les avions remplis de gazole sur le tiers avant du hangar. La deuxième bombe traverse le pont du hangar, rompt le feu principal sur le deuxième pont et explose près du côté tribord.

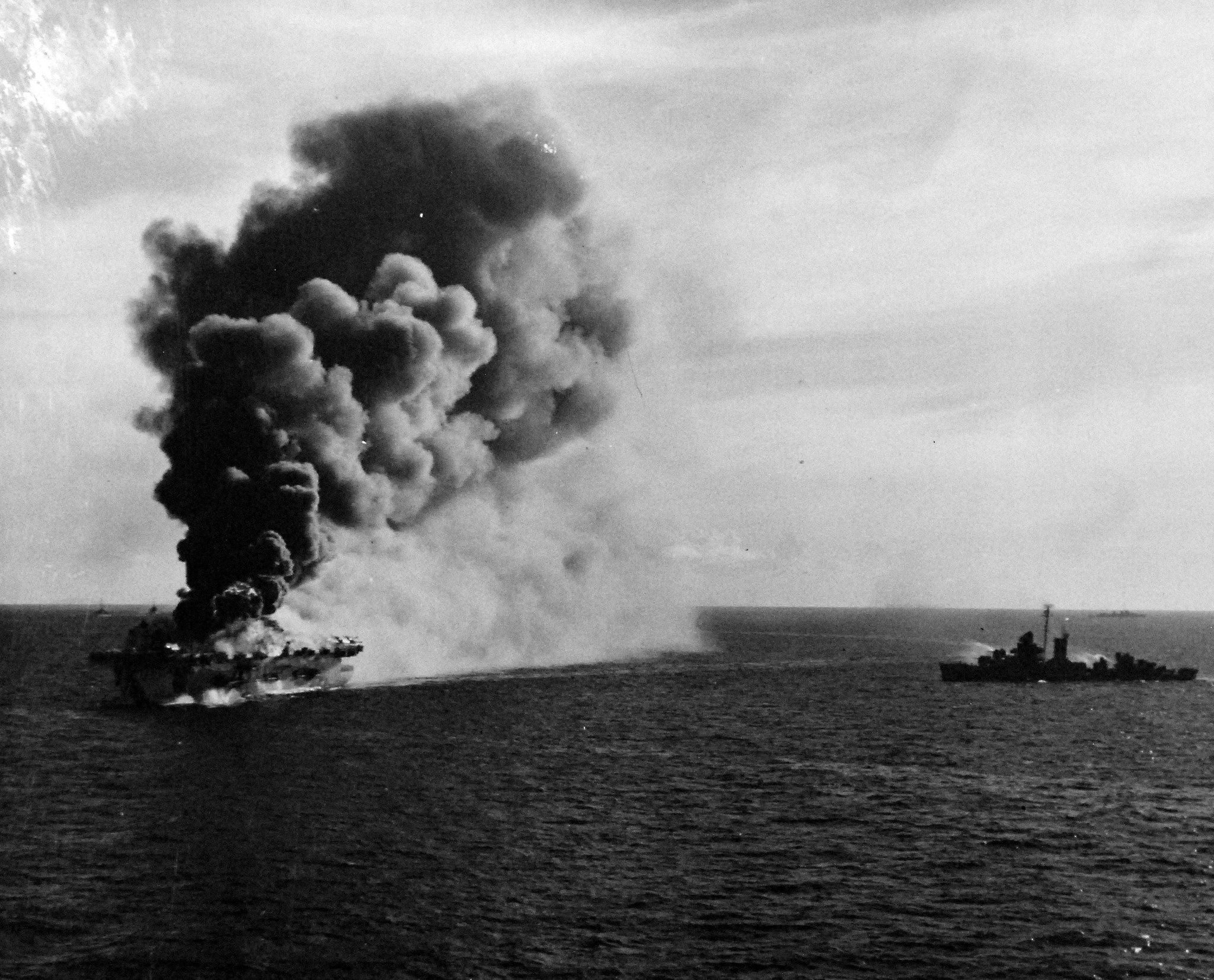
LOmmaney Bay en feu.

Alors que le navire commence à s'incliner, les hommes luttant contre le feu sur le pont du hangar quittent la zone à cause de la forte fumée noire des avions en flamme et des munitions de calibre .50. Les escortes ne pouvaient pas intervenir en raison des munitions explosives et de la chaleur intense des incendies. À 17 h 50, toute la zone supérieure menaçant d'exploser par les torpilles stockées est évacuée et l'ordre d'abandonner le navire est donné.
À 19 h 45, le porte-avions est sabordé à la position géographique 11° 25′ N, 121° 19′ E, par une torpille lancée du destroyer USS Burns (en). 95 hommes d'équipage décèdent dans ce naufrage.
Le Naval History & Heritage Command annonce le 10 juillet 2023 avoir retrouvé son épave.

## Commandement
- Captain Howard Leyland Young du 11 février 1944 au 4 janvier 1945.